# أذية انقلاعية
في الطب، يعرف الانقلاع على أنه أذية تتمزق فيها بنية في الجسم إما بسبب الرض أو الجراحة (من الكلمة اللاتينية avellere، والتي تعني «الاقتلاع»). يشير المصطلح عادةً إلى رض سطح تتمزق فيه جميع طبقات الجلد، ما يؤدي إلى تكشف البنى الأساسية (أي الأنسجة تحت الجلد أو العضلات أو الأوتار أو العظام). يشابه الأمر التسحج ولكنه أكثر شدة، إذ قد تنفصل أجزاء الجسم مثل الجفن أو الأذن جزئيًا أو كليًا عن الجسم.

## الانقلاعات الجلدية
تحدث الانقلاعات الجلدية، وهي أشيع الإصابات الانقلاعية، أثناء حوادث اصطدام المركبات. تتراوح شدة الانقلاع من السدائل الجلدية (الطفيفة) إلى اللحب (المعتدلة) وصولًا إلى بتر الإصبع أو الطرف (الشديدة). الانقلاعات فوق الصفاقية هي تلك التي يصل فيها عمق الجلد المزال إلى طبقة الأنسجة تحت الجلد، في حين أن الانقلاعات تحت الصفاقية تمتد أعمق من الطبقة تحت الجلد. يمكن إصلاح الانقلاعات فوق الصفاقية الصغيرة عن طريق الخياطة، ولكن تتطلب معظم حالات الانقلاع ترقيعًا جلديًا أو جراحة ترميمية.

### تسلق الصخور
في تسلق الصخور، تعرف «المسدلة» بأنها إصابة تتمزق فيها أجزاء من الجلد، ما يؤدي إلى بقاء سديلة رخوة من الجلد فوق الأصابع. ينتج هذا الأمر عادة عن قوى الاحتكاك بين أصابع المتسلق والعوائق، والتي تنشأ حين ينزلق المتسلق من مكانه.
لإصلاح هذه الإصابة وللتمكن من مواصلة التسلق، يضع العديد من المتسلقين شريطًا رياضيًا على الإصبع المنسدل لتغطية منطقة الجرح الجلدي الحساسة. قد يصل الأمر ببعض المتسلقين إلى استخدام الغراء الفائق للصق الجلد الرخو بإصبعهم.

## انقلاعات الأذن
تعتبر الأذن على وجه الخصوص معرضة للإصابات الانقلاعية بسبب موضعها على جانب الرأس. تشكل العضات البشرية السبب الأكثر شيوعًا لحدوث انقلاعات الأذن، يليها السقوط، وتصادم المركبات، وعضات الكلاب. يمكن إعادة وصل الأذن المنقلعة جزئيًا من خلال الخياطة أو جراحة الأوعية الدموية المجهرية، اعتمادًا على شدة الإصابة. يمكن استخدام جراحة الأوعية الدموية المجهرية أيضًا لإعادة وصل الأذن المنقلعة انقلاعًا تامًا، ولكن معدل نجاحها أقل بسبب الحاجة إلى النزح الوريدي. يمكن أيضًا إعادة بناء الأذن بواسطة رقع غضروفية وجلدية أو يمكن وضع أذن خارجية بديلة من قبل أخصائي تجميل.

## انقلاعات جفن العين
يعد انقلاع الجفن أمرًا غير شائع، ولكن قد يحدث في حوادث اصطدام المركبات أو عضات الكلاب أو العضات البشرية. يُجرى إصلاح انقلاع الجفن عن طريق الخياطة بعد إجراء تصوير مقطعي محوسب لتحديد مكان حدوث الأذية في العضلات والأعصاب والأوعية الدموية للجفن. تتطلب الإصابات الأكثر خطورة الترميم، ولكن يحدث عادةً فقدان لبعض الوظائف وقد يتطلب الأمر عمليات جراحية لاحقة لتحسين البنية والوظيفة. تعد جراحة الأوعية الدموية المجهرية أيضًا أحد طرق الإصلاح ولكن نادرًا ما تستخدم لعلاج انقلاعات العين. يُحقن ذيفان السجقية في الجفن في بعض الأحيان لشل العضلات إلى أن يُشفى الجفن.

## انقلاعات الأظافر
قد يتسبب الرض على الظفر في انقلاع الصفيحة الظفرية من سرير الظفر. على عكس الأنواع الأخرى من الانقلاعات، لا يُعاد وصل الظفر عند فقدانه. بعد فقدان الظفر، يشكل سرير الظفر طبقة منتشة تتصلب مع اكتساب الخلايا للكيراتين وتشكل ظفرًا جديدًا. خلال فترة تشكل هذه الطبقة، يكون سرير الظفر المكشوف حساسًا للغاية، ويُغطى عادة بضماد غير لاصق، إذ تلتصق الضمادة العادية بسرير الظفر وتسبب الألم عند إزالتها. لدى الشخص العادي، تتطلب أظافر أصابع اليد من 3 إلى 6 أشهر لتنمو نموًا تامًا، في حين تستغرق أظافر القدم من 12 إلى 18 شهرًا.